# 드림 잡
《드림 잡》은 2009년에 MBC ESPN에서 방송된 축구 해설 오디션이다. 200여 명의 도전자들이 지원해 1차 서류심사로 50명을 선발, 2차 예선에서는 9명을 최종 선발했다. 최종 우승자 이주헌은 MBC ESPN의 객원 축구 해설자가 되어 영국에서 진행되는 맨유-리버풀전 위성 중계 축구 해설자로 데뷔하게 되었다.

## 순위
| 순위 | 이름   |
| ---- | ------ |
| 1    | 이주헌 |
| 2    | 최선길 |
| 3    | 이현동 |
| 4    | 손성빈 |